# 17281 Mattblythe
17281 Mattblythe (2000 LV28) là một tiểu hành tinh vành đai chính.